# 查卡潘帕區
查卡潘帕區（西班牙語：Distrito de Chacapampa），是秘魯的一個區，位於該國中部胡寧大區的萬卡約省，始建於1959年4月15日，面積120.72平方公里，海拔高度3,420米，2005年人口1,391，人口密度每平方公里12人。